# Moorova–Osgoodova věta

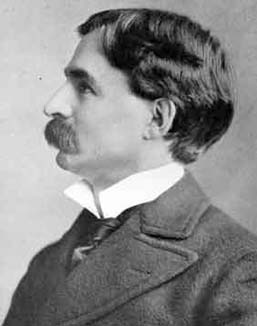
Eliakim Hastings Moore

Moorova–Osgoodova věta je věta z oblasti matematické analýzy pojmenovaná po matematicích E. H. Moorovi a W. F. Osgoodovi, která charakterizuje postačující podmínku pro záměnu limit v násobných limitách.

## Znění
Nechť {\displaystyle (P,\rho )} je metrický prostor, {\displaystyle x_{0}\in P} je hromadný bod {\displaystyle P} a funkce {\displaystyle f,f_{n}:P\rightarrow \mathbb {R} \forall n\in \mathbb {N} } splňují
1. existuje {\displaystyle r\in \mathbb {R} :r>0} takové, že {\displaystyle f_{n}} stejnoměrně konverguje k {\displaystyle f} na {\displaystyle B(x_{0},r)\setminus \{x_{0}\}}
2. pro každé {\displaystyle n\in \mathbb {N} } platí {\displaystyle \lim \limits _{x\rightarrow x_{0}}f_{n}(x)=a_{n}\in \mathbb {R} }

Potom existují vlastní limity {\displaystyle \lim \limits _{x\rightarrow x_{0}}f(x)} a {\displaystyle \lim \limits _{n\rightarrow \infty }a_{n}}. Navíc, tyto limity si jsou rovny.

## Důkaz
Nejdříve ukážeme, že existuje limita {\displaystyle \lim \limits _{n\rightarrow \infty }a_{n}}:
Dostaneme zadané {\displaystyle \varepsilon >0} a k němu volíme {\displaystyle n_{0}\in \mathbb {N} } tak, aby platilo {\displaystyle \forall x\in B(x_{0},r)\setminus \{x_{0}\},\forall n\in \mathbb {N} ,n\geq n_{0}:|f_{n}(x)-f(x)|<{\frac {\varepsilon }{4}}}. Takové {\displaystyle n_{0}} existuje ze stejnoměrné konvergence {\displaystyle f_{n}} na {\displaystyle f}.
Mějme dále {\displaystyle m,n\in \mathbb {N} ,m,n>n_{0}}. Pro ně najdeme {\displaystyle r_{n}\in \mathbb {R} ^{+}:r_{n}<r} tak, aby platilo {\displaystyle \forall x\in B(x_{0},r_{n})\setminus \{x_{0}\}:|f_{n}(x)-a_{n}|<{\frac {\varepsilon }{4}}}. Analogicky najdeme {\displaystyle r_{m}\in \mathbb {R} ^{+}:r_{m}<r} tak, aby platilo {\displaystyle \forall x\in B(x_{0},r_{m})\setminus \{x_{0}\}:|f_{m}(x)-a_{m}|<{\frac {\varepsilon }{4}}}. Tato {\displaystyle r_{m},r_{n}} opět existují z konvergence limity.
Nyní uvážíme {\displaystyle x\in B(x_{0},{\text{min}}\{r_{m},r_{n}\})\setminus \{x_{0}\}}. Pro toto {\displaystyle x} platí {\displaystyle |a_{n}-a_{m}|=|a_{n}-f_{n}(x)+f_{n}(x)-f(x)+f(x)-f_{m}(x)+f_{m}(x)-a_{m}|\leq |a_{n}-f_{n}(x)|+|f_{n}(x)-f(x)|+|f(x)-f_{m}(x)|+|f_{m}(x)-a_{m}|={\frac {\varepsilon }{4}}+{\frac {\varepsilon }{4}}+{\frac {\varepsilon }{4}}+{\frac {\varepsilon }{4}}=\varepsilon }.
Tedy posloupnost {\displaystyle (a_{n})} je cauchyovská , a tedy (jelikož jsou všechny hodnoty reálné) i konvergentní a má vlastní limitu: {\displaystyle \lim \limits _{n\rightarrow \infty }a_{n}=a\in \mathbb {R} }.
Tím je splněn první cíl. Dále dokážeme, že platí rovnost, tedy {\displaystyle \lim \limits _{x\rightarrow x_{0}}f(x)=a}.
Opět mějme zadané {\displaystyle \varepsilon >0}. K němu nalezneme {\displaystyle n_{0}\in \mathbb {N} } takové, že {\displaystyle \forall n\geq n_{0}:|a_{n}-a|<{\frac {\varepsilon }{3}}}. Existence takového {\displaystyle n_{0}} plyne z konvergence posloupnosti {\displaystyle (a_{n})}. Dále najdeme {\displaystyle n_{1}\in \mathbb {N} } tak, aby platilo {\displaystyle \forall n\geq n_{1}:\forall x\in B(x_{0},r)\setminus \{x_{0}\}:|f_{n}(x)-f(x)|<{\frac {\varepsilon }{3}}}. To existuje ze stejnoměrné konvergence {\displaystyle f_{n}\rightrightarrows f}.
Nyní uvážíme libovolné {\displaystyle n>{\text{max}}\{n_{0},n_{1}\}} a toto {\displaystyle n} zafixujeme. Nalezneme {\displaystyle r_{1}\in \mathbb {R} ^{+}:\forall x\in B(x_{0},r_{1})\setminus \{x_{0}\}:|f_{n}(x)-a_{n}|<{\frac {\varepsilon }{3}}}.
Nakonec zvolíme {\displaystyle r_{2}={\text{min}}\{r,r_{1}\}}. Pak {\displaystyle \forall x\in B(x_{0},r_{2})\setminus \{x_{0}\}:|f(x)-a|=|f(x)-f_{n}(x)+f_{n}(x)-a_{n}+a_{n}-a|\leq |f(x)-f_{n}(x)|+|f_{n}(x)-a_{n}|+|a_{n}-a|={\frac {\varepsilon }{3}}+{\frac {\varepsilon }{3}}+{\frac {\varepsilon }{3}}=\varepsilon }, čímž jsme tvrzení dokázali.

## Význam
Tato věta je významná pro svou poměrně jednoduchou charakterizaci postačující podmínky pro záměnu limit.
Zároveň lze jednoduše ukázat, že pro posloupnosti konvergující nestejnoměrně nemusí záměna limit platit: příkladem je {\displaystyle f_{n}:[0,1]\rightarrow \mathbb {R} :f_{n}(x)=x^{n}}. Pak zjevně {\displaystyle \lim \limits _{n\rightarrow \infty }f_{n}(1)=1} a zároveň {\displaystyle f_{n}} konverguje (avšak ne stejnoměrně) k funkci {\displaystyle f(x)=0\forall x\in [0,1),f(1)=1}. Také ovšem platí {\displaystyle \lim \limits _{x\rightarrow 1}f(x)=0} , a tedy si limity ze znění nejsou rovny.

## Využití
Základním využitím této věty je právě teoretická aplikace možnosti záměny pořadí limit.
Jiné znění této věty také umožňuje ukázat konvergenci jednostranné limity dvou proměnných.